# Invincible Eleven
Maillots
L'Invincible Eleven est un club libérien de football basé à Monrovia.

## Histoire
Invincible Eleven, fondé en 1943, est l'un des clubs les plus titrés du pays. Vainqueur à 13 reprises du championnat (record partagé avec le club de Mighty Barrolle), il a également remporté cinq Coupes du Libéria. Deux des plus grands joueurs du pays, George Weah et Christopher Wreh, ont porté le maillot du club. En compétitions continentales, les résultats sont nettement moins brillants puisque Invincible Eleven n'a passé qu'à une seule reprise un tour de Coupe d'Afrique; en l'occurrence la Coupe des clubs champions 1982, où il élimine au premier tour le champion du Cameroun, le Tonnerre Yaoundé (1-0, 1-1) avant de tomber au tour suivant face aux Ghanéens d'Asante Kotoko, futur finaliste de l'épreuve (0-0 au Libéria, 0-3 à Kumasi).

## Palmarès
- Championnat du Libéria (13) :
  - Vainqueur : 1963, 1964, 1965, 1966, 1980, 1981, 1983, 1984, 1985, 1987, 1997, 1998, 2007

- Coupe du Libéria (5) :
  - Vainqueur : 1987, 1991, 1997, 1998, 2011
  - Finaliste : 1992 et 2024

- Supercoupe du Libéria :
  - Vainqueur : 1998

## Grands joueurs
- George Weah
- Christopher Wreh
- Edward Dixon
- Alex Freeman
- Prince Daye